# Français standard
Le français standard, ou français normalisé, est la langue dont la syntaxe, la morphologie, l'orthographe et la prononciation sont décrits dans les dictionnaires[Lesquels ?], les ouvrages de grammaire et manuels de rédaction tels que le Bescherelle et Le Bon Usage[évasif].

## Définition
En l'absence de définition généralement admise, l'expression « français standard » peut désigner plusieurs choses :
- le français tel qu'établi par les institutions de normalisation[pas clair], en particulier l'Académie française, mais également l'Office québécois de la langue française ;
- le français des médias nationaux[pas clair], presse écrite, télévision ou radio.

On parle au Canada de « français de Radio-Canada » pour parler du français standard.
Robert Dubuc, alors responsable de la qualité du français à la Société Radio-Canada, affirme en 1990
« Sur le plan de la prononciation, nous tentons de respecter le modèle phonétique du français actuel, précisé notamment dans le Dictionnaire de la prononciation française dans sa norme actuelle de Léon Warnant ». Bigot et Papen, professeurs à l'Université Laval et l'Université du Québec à Montréal, indiquent que ce  dictionnaire de Warnant  est axé sur le « bon usage » du français parisien.

## Français international
Le terme « français international » est parfois utilisé pour désigner
une forme du français standard, principalement écrit, qui exclut les régionalismes.
Par exemple, presque toute la francophonie utilise le terme sportif « corner »,
mais
les textes francophones de la FIFA[réf. nécessaire] lui préfèrent partout  « coup de pied de coin ». 
Un TFI (test de français international) figure parmi les tests linguistiques qu'administre dans le monde  l’Educational Testing Service, à côté de tests d'anglais comme le TOEFL.
La CCI Paris gère un test d'évaluation de français reconnu au Canada
.